# مهرجان الطبول والفنون التراثية
مهرجان الطبول والفنون التراثية هو مهرجان دولي يقام كل عام بمدينة القاهرة، مصر. أقيمت النسخة الأولى من المهرجان في الفترة من 19 حتى 25 أبريل 2013. يجذب المهرجان آلاف المشاهدين يومياً حيث تشارك بالمهرجان فرق من جميع أنحاء العالم بأعلامها وآلاتها الموسيقية وأزيائها التقليدية الشعبية.

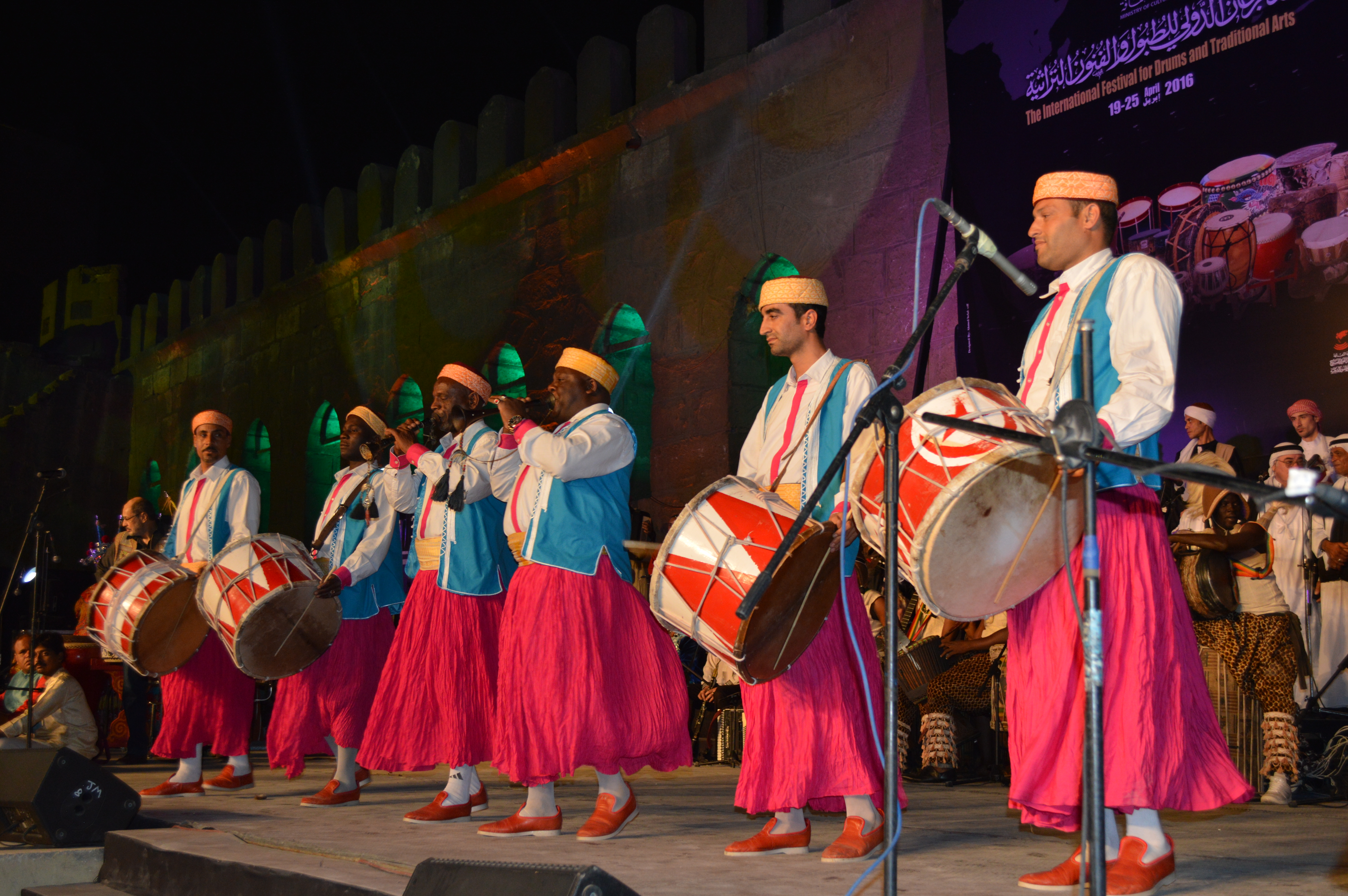
المهرجان الدولي للطبول والفنون الترثية

تأسس المهرجان من قبل انتصار عبد الفتاح، في نسخة 2022 شاركت 43 فرقة متنوعة من دول تونس، الهند، إسبانيا، جنوب السودان، بنغلاديش، اليمن، أذربيجان، إندونيسيا، السودان، باكستان، الفلبين، فلسطين، المكسيك، الأردن، الكونغو برازافيل ومصر منها فرق وزارة الثقافة، فرقة رضا، الفرقة القومية للفنون الشعبية والسيرك القومي وفرق من وزارة الشباب والرياضة والفرق المصرية المستقلة من بورسعيد وسيناء والسويس والإسكندرية، إلى جانب فرق شرفية مشاركة وهي الصين وكوريا الجنوبية.